# Teuthraustes camposi
Espèce
Synonymes
- Chactas camposi Mello-Leitão, 1939

Teuthraustes camposi est une espèce de scorpions de la famille des Chactidae.

## Distribution
Cette espèce est endémique de la province de Cañar en Équateur,.

## Description
La femelle décrite par Ochoa et Pinto da Rocha en 2012 mesure 55,3 mm.

## Systématique et taxinomie
Cette espèce a été décrite sous le protonyme Chactas camposi par Mello-Leitão en 1939. Elle est placée dans le genre Teuthraustes par Ochoa et Pinto da Rocha en 2012.

## Étymologie
Cette espèce est nommée en l'honneur de Francisco Campos.

## Publication originale
- Mello-Leitão, 1939 : Una nueva especie de alacran del genero Chactas. Physis Buenos Aires, vol. 17, p. 147-148.